# Ain't 2 Proud 2 Beg
Singles de TLC
Baby-Baby-Baby
(1992)
Ain't 2 Proud 2 Beg est une chanson du groupe américain TLC. Il s'agit du premier single de l'album Ooooooohhh... On the TLC Tip, sorti en février 1992.